# 伊勢柏崎站
伊勢柏崎站（日语：／ Ise kashiwazaki eki */?）是位於三重縣度會郡大紀町崎，東海旅客鐵道（JR東海）的紀勢本線車站。此站為前紀勢町唯一的鐵路車站，因此成為此町的重要玄關口。伊勢柏崎站的站名來源是在開業時使用附近兩個村落柏野和崎併合而成。

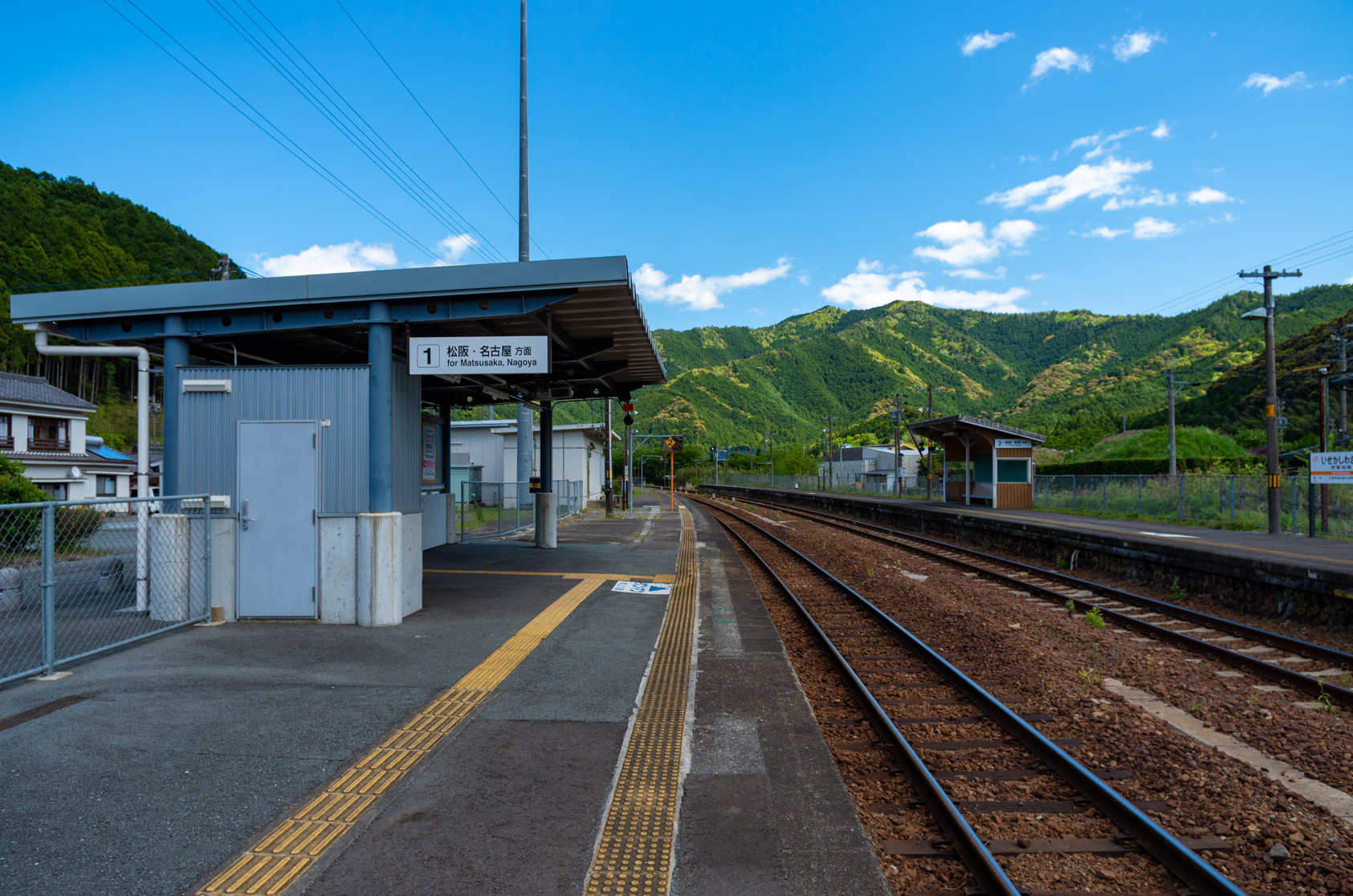
候車室與月台（2013年5月）

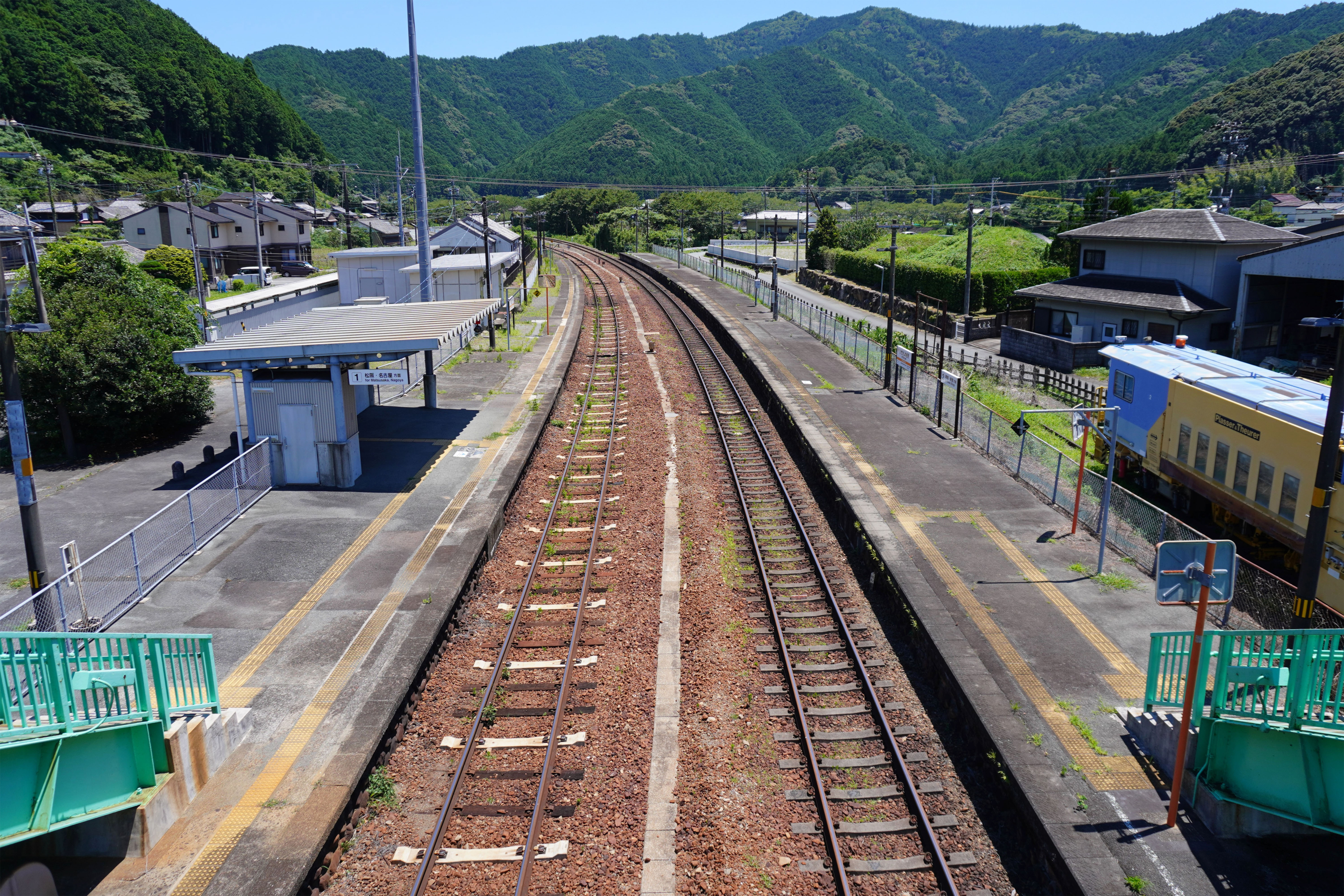
月台全景（2023年7月）

## 歷史

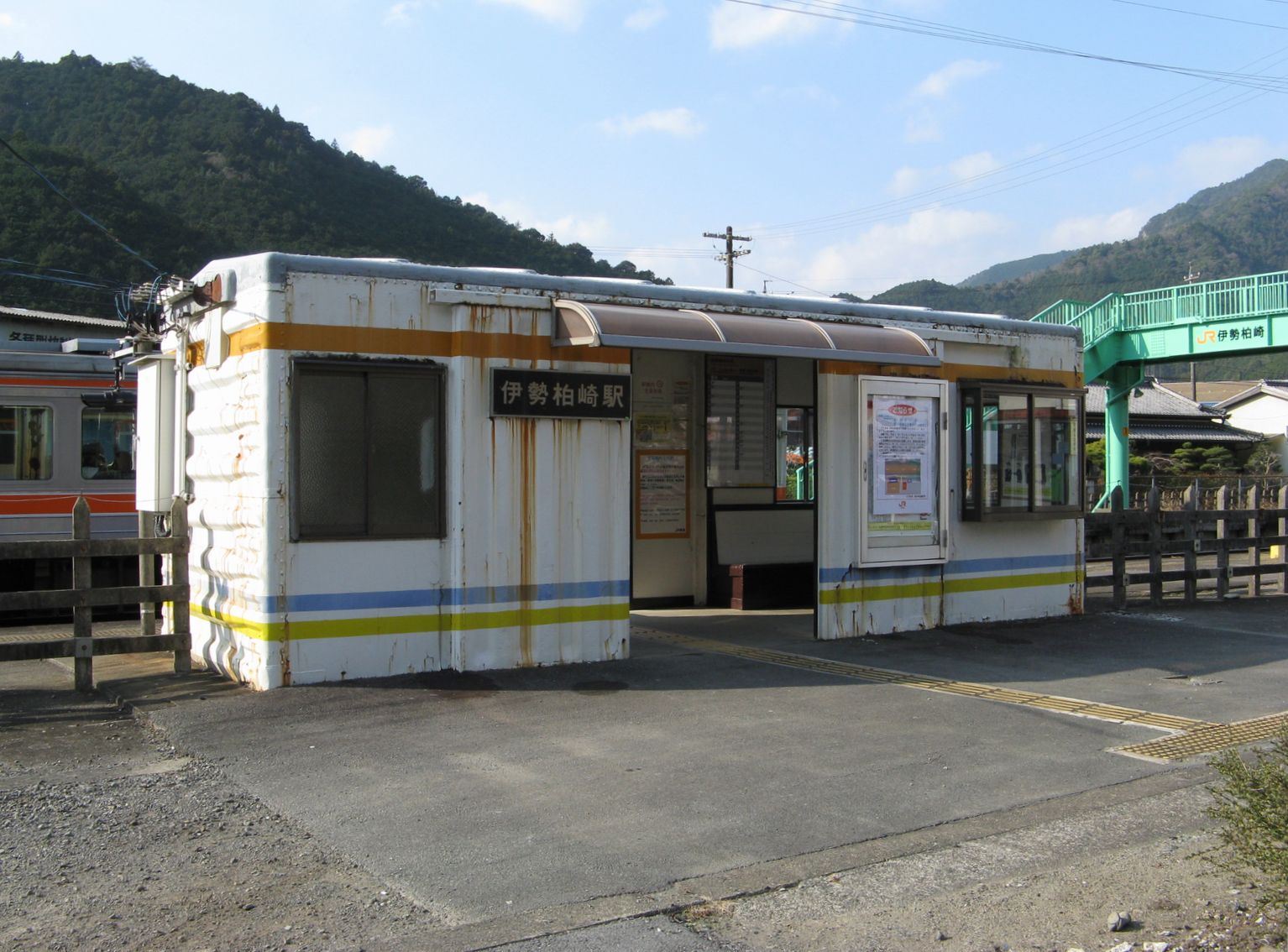
舊站房（2006年12月）

- 1927年（昭和2年）7月3日：國鐵紀勢東線瀧原站至此站之間開業，此站啟用[1]。
- 1927年（昭和2年）11月13日：國鐵紀勢東線此站至大內山站之間開業[1]。
- 1959年（昭和34年）7月15日：三木里站至新鹿站之間開通，同時路線改名為紀勢本線[1]。
- 1983年（昭和58年）12月21日：成為無人車站[2]。
- 1987年（昭和62年）4月1日：伴隨國鐵分割民營化，車站由東海旅客鐵道（JR東海）營運[1]。

## 車站構造
車站設有2面2線的相對式月台，可進行列車交會的地面車站。月台之間設有跨線橋。在開業當初的車站大樓已經被解體，那大樓是使用已棄用的貨物車廂（Wamu 80000型）改建而成，2009年重建車站大樓。
車站由紀伊長島站管理的無人車站。

### 月台
| 月台 | 路線      | 上下行 | 方向             |
| ---- | --------- | ------ | ---------------- |
| 1    | ■紀勢本線 | 上行   | 松阪、名古屋方向 |
| 2    | ■紀勢本線 | 下行   | 尾鷲、新宮方向   |

## 使用狀況
根據「三重縣統計書」，以下列出近年1日平均乘車人次。
| 年度   | 一日平均 乘車人次 |
| ------ | ----------------- |
| 1998年 | 72                |
| 1999年 | 80                |
| 2000年 | 90                |
| 2001年 | 90                |
| 2002年 | 93                |
| 2003年 | 88                |
| 2004年 | 75                |
| 2005年 | 84                |
| 2006年 | 82                |
| 2007年 | 93                |
| 2008年 | 102               |
| 2009年 | 94                |
| 2010年 | 89                |
| 2011年 | 84                |
| 2012年 | 85                |
| 2013年 | 91                |
| 2014年 | 81                |
| 2015年 | 85                |
| 2016年 | 82                |
| 2017年 | 93                |

## 車站周邊
車站周邊為住宅、郵局、學校和町政廳的出張所。此站位於崎的村落，在東北方設有柏野的較大村落。
車站西南面，設有大内山川與三野川合流。在該處設有縣道沿三野川前往上流，直至接近錦嶺附近設有與國道260號的路口，再沿國道260號南下可前往著名的錦漁港與錦村落。錦村落設有旅館設施，大紀町政廳錦分所與大紀町立錦小學。
- 紀勢郵局
- 大台警署（日语：大台警察署）柏崎駐守所
- 紀勢地區廣域消防組合（日语：紀勢地区広域消防組合）奧伊勢消防署紀勢分署
- 大紀町立大紀中學（舊柏崎中學）
- 大內山川
- 注連小路川
- 古和河內川
- 錦漁港（日语：錦漁港）
- 國道42號
- 三重縣道538號伊勢柏崎停車場線（日语：三重県道538号伊勢柏崎停車場線） - 車站連接國道的道路
- 熊野古道伊勢路
- 山海之鄉紀勢
- 紀勢自動車道[[紀勢大內山交流道}}

## 路線巴士
南伊勢町營巴士
- 除著國道260號（日语：国道260号）的改善工程完工，於2014年10月1日開始運行。前往前南島町（日语：南島町）中心地區，每日3往返班次。

## 相鄰車站
東海旅客鐵道（JR東海）
紀勢本線
阿曾－伊勢柏崎－大內山

## 注腳

## 外部連結
- 國土地理院地圖參閱服務（页面存档备份，存于） - 伊勢柏崎站周邊1/25000地勢圖（页面存档备份，存于）
- 伊勢柏崎站周邊地圖（Mapion）